# 第一工業製薬
第一工業製薬株式会社（だいいちこうぎょうせいやく、英: DKS Co. Ltd.）は、産業・工業用の薬剤、添加剤、助剤などを製造販売している日本の化学品メーカーである。本社は京都府京都市南区（登記上の本店は下京区）に所在。
界面活性剤をはじめ、高分子材料、ウレタン、樹脂薬剤などを扱う。非イオン界面活性剤、カルボキシメチルセルロース（CMC）、シュガーエステルなどの分野で高いシェアを持つ。

## 概要
京都・西本願寺前の香老舗 薫玉堂 の新規事業部門として1909年（明治42年）に創業され、絹糸紡績向けのアンモニウム石鹸の製造販売を開始した。
1914年（大正3年）、匿名組合負野薫玉堂解舒液部は合名会社負野工業製薬所に改組され、1915年（大正4年）に国産の「玄武印マルセル石鹸」を創製した。京都御所に掲げられた大正天皇の即位の礼の四神を表象した五色の旗になぞらえて、『青龍』『朱雀』『白虎』『玄武』の図案を商標登録した。業務用石鹸洗剤「ゲンブ」をはじめ、繊維工業用薬剤「モノゲン」、非イオン界面活性剤「ノイゲン」、水溶性高分子「セロゲン」なども、「玄武」の名に由来する。
昭和30年代には、家庭用合成洗剤「ナンバーワン」、台所用液体洗剤「アルコL」、「アルコカラー」などを発売していた。
1969年（昭和44年）にミツワ石鹸・旭電化工業（現・ADEKA）との共同出資で日本サンホームを設立、それぞれの家庭用洗剤事業を移管した。1972年（昭和47年）には日本進出を果たしたP&Gと提携して、プロクター・アンド・ギャンブル・サンホーム（P&Gサンホーム、現・P&Gジャパン）を設立したが、製造は従来の三社が行っていた。
高級アルコール系のウール・おしゃれ着用中性家庭用洗剤の「モノゲン」は1935年（昭和10年）に「DK300番」の商品名でスタートして、1937年（昭和12年）には「モノゲン」に改称される。「モノゲン」は全ての合成洗剤（高級アルコール系、化学系、石油系、洗濯用、台所用など）を通じて日本初の製品である。発売当初はペーストタイプだった。その後粉末タイプが発売され、1964年（昭和39年）に従来の「モノゲン」を改良してほとんどの繊維にも使える「モノゲンユニ」にリブランドされた。この間に日本サンホーム→P&Gサンホーム→P&Gへと社名を変え、ウールマークの認定も受け、液体も発売される。1998年（平成10年）、「モノゲンユニ」は「モノゲン ドライ&ウール」としてリニューアルされた。渡って親しまれて来た長寿製品だったが、後発メーカーの台頭などで売り上げの低迷、さらにP&Gのグローバル戦略上の理由で、2006年（平成18年）をもって販売を打ち切り、クリーニング店専売商品（粉せっけん等）を除く家庭用品事業から撤退した。
「モノゲン ドライ&ウール」の販売打ち切り後、P&Gのウール・おしゃれ着洗剤としての後継商品はP&Gオリジナルの粉末タイプ「ルミネス」だったが、短期間で製造・発売中止、その後2011年9月にP&Gオリジナルで液体タイプの「ボールド 香りのおしゃれ着洗剤」が発売された。
家庭用品が最盛期の頃は「ゲンブ・マルセル本舗・第一工業製薬」や、「モノゲン・第一工業製薬」の呼び名でも親しまれて来た。さらにテレビ番組のスポンサードでは「モノゲン」と表記されていた。
「モノゲン」の名前の由来は第一工業製薬の創業者の一人である小野茂平（もへい）のローマ字「M.ONO（モノ）」と「玄武のゲン」から来ており、第一工業製薬の代表的ブランドになった。ほかにも「モノゲンオール」（弱アルカリ性洗濯洗剤）、「モノゲンブリーチ」（塩素系漂白剤）、「モノゲンソフター」（柔軟仕上げ剤。「モノゲン」が発売された頃は「バンソフター」の名称だった）などがあった。
現在では工業用途の化学品製造販売を専業としている。繊維をはじめ医薬や電子材料に使用される界面活性剤、ショ糖脂肪酸エステルや配合剤などの食品添加物、CMCやポリビニルピロリドンやポリアクリルアミドなどの高分子材料、ポリエーテルやプレポリマーなどのポリウレタン原料、難燃剤、各種樹脂原料や樹脂添加剤などを事業の柱にしている。
高等専門学校の教育内容に信頼を寄せているため、高等専門学校卒業生を多く採用している。全社でダイバーシティ推進に力を入れ、日本の高等専門学校を卒業したラオス出身者やモンゴルにある新モンゴル高専の卒業生を採用している。

## 沿革
- 1909年（明治42年）- 匿名組合負野薫玉堂解舒液部を設立。
- 1914年（大正3年）- 合名会社負野工業製薬所を設立。繊維工業用油剤、石鹸を製造。
- 1918年（大正7年）- 第一工業製薬株式会社を創立。
- 1931年（昭和6年）- 上海工場を建設。
- 1934年（昭和9年）高級アルコール洗剤を開発。日本初の合成洗剤「モノゲン」を発売。
- 1935年（昭和10年）- 新柔軟剤、家庭用シャンプーを発売。
- 1938年（昭和13年）- 四日市工場を建設。
- 1949年（昭和24年）- 株式を上場。
- 1952年（昭和27年）- 東京工場に洗剤乾燥塔を建設。
- 1953年（昭和28年）- 京都工場で非イオン界面活性剤の製造開始。
- 1956年（昭和31年）- 京都工場で合成洗剤の製造開始。
- 1959年（昭和34年）- 四日市合成株式会社を設立。
- 1960年（昭和35年）- 大潟工場を建設、CMCの製造開始。
- 1961年（昭和36年）- 京都工場に新噴霧乾燥設備を建設。
- 1963年（昭和38年）- 四日市工場にポリエーテル製造設備を建設。
- 1964年（昭和39年）- 初代モノゲンの後継品「モノゲンユニ」を発売。
- 1966年（昭和41年）- 家庭用合成洗剤アルコカラーを発売。
- 1969年（昭和44年）- 日本サンホーム株式会社、日本レブロス株式会社を設立。
- 1972年（昭和47年）- プロクター・アンド・ギャンブル・サンホーム株式会社を設立。
- 1973年（昭和48年）- ゲンブ株式会社を設立。
- 1978年（昭和53年）- 晋一化工股份有限公司を設立。
- 1982年（昭和57年）- 第一クリーンケミカル株式会社を設立。
- 1985年（昭和60年）- 日本レブロスを第一化学工業株式会社に社名変更。
- 1986年（昭和61年）- 京都エレックス株式会社を設立。
- 1987年（昭和62年）- ケイアンドディーファインケミカル株式会社を設立。
- 1988年（昭和63年）- 有限会社第一セラモを設立。
- 1989年（平成元年）- 第一建工株式会社を設立。
- 1992年（平成4年）- 天津達一琦精細化工有限公司を設立。
- 1996年（平成8年）- PT.ダイイチキミアラヤを設立。第一化学工業にショ糖脂肪酸エステルの新工場建設。
- 2001年（平成13年）- 第一化学工業を吸収合併し、滋賀工場を設置。
- 2002年（平成14年）- 株式会社ソリオン、エレクセル株式会社、晋一化工科技（無錫）有限公司を設立。
- 2004年（平成16年） - 帝開思（上海）国際貿易有限公司を設立。
- 2005年（平成17年）- 双一力（天津）新能源有限公司を設立。天津達一琦精細化工有限公司の新工場建設。
- 2006年（平成18年）- 資本金66億5,039万円。研究部門がISO9001を取得。吉祥院に研究所新築・移転。P&G向けの家庭用「モノゲン」終売により、家庭用品から完全撤退する。
- 2007年（平成19年）- 吉祥院に本社移転。天王洲に東京支社移転。
- 2009年（平成21年）- 創業100周年をむかえる。
- 2010年（平成22年）- 大阪証券取引所上場廃止。
- 2011年（平成23年）- 資本金71億4,170万円。四日市合成を完全子会社化。東京支社を中央区京橋に移転。
- 2012年（平成24年）- 東京支社を東京本社に改称。
- 2013年（平成25年）- 英文呼称をDai-ichi Kogyo Seiyaku Co., Ltd.からDKS Co. Ltd.へ変更。
- 2014年（平成26年）- 資本金88億95百万円、ゲンブが第一クリーンケミカルを吸収合併。